# Verloren stad Z

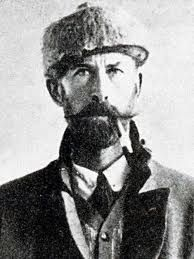
De Britse onderzoeker Percy Fawcett in 1911, die geloofde dat een inheemse stad, die hij "the Lost City of Z" noemde, had bestaan in de Braziliaanse jungle.

De Verloren Stad Z is de naam die de Britse onderzoeker en kolonel Percy Harrison Fawcett gaf aan een inheemse stad, waarvan hij geloofde dat die bestond in de jungle van de staat Mato Grosso in Brazilië. Hij baseerde zijn theorie dat er ooit een hoogontwikkelde beschaving bestond en dat er geïsoleerde ruïnes van kunnen zijn bewaard, op vroege verhalen van Zuid-Amerika en zijn eigen expedities in het stroomgebied van de Amazone.

## Geschiedenis
Fawcett vond het document Manuscript 512, bewaard in de Nationale Bibliotheek van Brazilië, waarvan wordt aangenomen dat het door de Portugese bandeirante João da Silva Guimarães werd geschreven. Volgens het document ontdekte een groep bandeirantes in 1753 de ruïnes van een oude stad met gewelfbogen, een beeld en een tempel met hiërogliefen. De stadsruïnes werden gedetailleerd beschreven, maar niet hun locatie.
Manuscript 512 was geschreven na onderzoeken in de sertão van de provincie Bahia. Fawcett was van plan deze stad te vinden ná stad Z. Fawcetts voorbereidingen werden onderbroken door de Eerste Wereldoorlog. In 1920 mislukte een expeditie door ziekte en hij had zijn pakezel moeten neerschieten. Tijdens de volgende expeditie 5 jaar later verdwenen Fawcett, zijn zoon Jack en diens vriend Raleigh Rimmel in de jungle van Mato Grosso.
Volgens onderzoekers kan Fawcetts theorie zijn beïnvloed door informatie van inheemse indianen over de archeologische site van Kuhikugu, aan de bovenloop van de rivier Xingu.
Na Fawcetts veronderstelde overlijden in de jungle werd Kuhikugu in 1925 door Europeanen ontdekt. Andere grote geometrische aardwerken in zuidelijk Amazonia (geogliefen in de Amazone) zijn sindsdien ook erkend als ondersteuning van Fawcetts theorie.

## In de populaire cultuur
In 2005 schreef de Amerikaanse journalist David Grann een artikel in The New Yorker met de titel The Lost City of Z. Dat artikel ontwikkelde zich in 2009 tot een gelijknamig boek en in 2016 tot de film The Lost City of Z van James Gray.